# Fonte (nome)
Fonte  è un nome proprio di persona italiano femminile.

## Varianti
- Femminili: Fontana[1][2]
  - Alterati: Fontina[1][2]

## Origine e diffusione
Nome devozionale legato al culto per Maria Santissima della Fonte, patrona di Conversano e di Maria Santissima della Fontana, patrona di Francavilla Fontana. Per questa ragione è accentrato in Puglia, soprattutto nel barese e nel brindisino. In alcuni casi può anche avere valore augurale, alludendo alle acque fresche e limpide delle fonti.
Etimologicamente, il termine "fonte" deriva dal nome di Fons, il dio romano a cui erano sacre le fonti.

## Onomastico
L'onomastico può essere festeggiato il 14 settembre in occasione della festa della Madonna della Fontana o in coincidenza delle celebrazioni locali; a Conversano, ad esempio, la Madonna della Fonte viene celebrata la quarta domenica di maggio.